# Tortula transcaspica
Tortula transcaspica är en bladmossart som beskrevs av Brotherus 1888. Tortula transcaspica ingår i släktet tussmossor, och familjen Pottiaceae. Inga underarter finns listade i Catalogue of Life.